# オランジュ
オランジュ（フランス語: Orange）は南フランスプロヴァンス地方のプロヴァンス＝アルプ＝コート・ダジュール地域圏ヴォクリューズ県にある市。人口約2万9千人。アヴィニョンの北方21キロに位置する。英語では"Orange"（オレンジ）、古いオランダ語では"Oranje"（[oːˈrɑɲə]、オラニエ）となる。

## 歴史

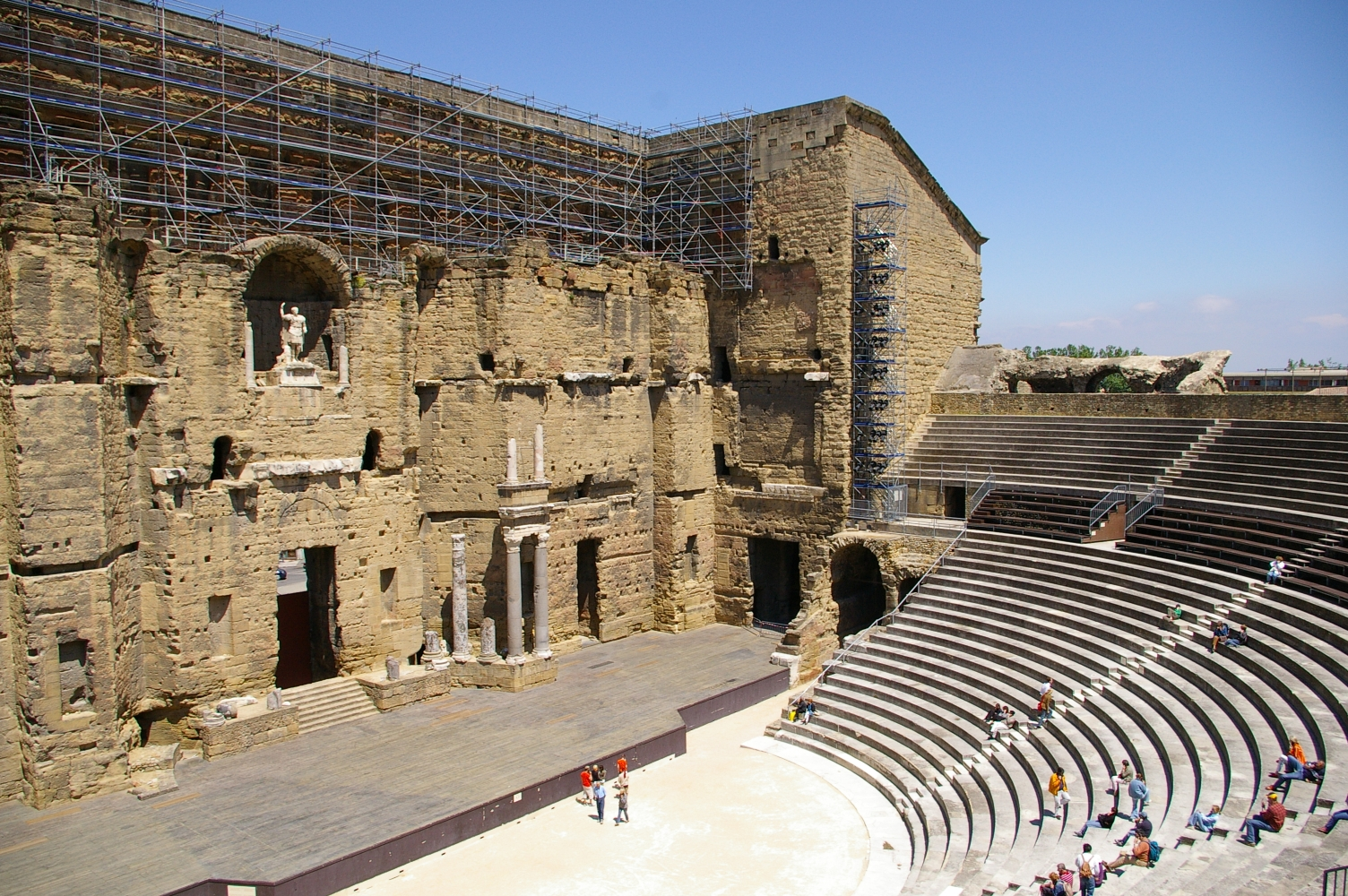
ローマ劇場

古代にはケルト人の居住地でアラウシオ（Arausio）と呼ばれていた。アラウシオの戦いなどの後にローマ帝国に支配され、この時代の遺跡も残る。12世紀には神聖ローマ帝国の封土として小規模な公国となり、16世紀に婚姻関係によって、元来ドイツとネーデルラントの貴族であったナッサウ家の一族に相続された。
ウィレム1世以降のオランジュ（オラニエ）公の家系をオラニエ＝ナッサウ家というが、ウィレム1世以来代々ネーデルラント連邦共和国の統領（総督）を出し、ウィレム3世（ウィリアム3世）はイングランド王も兼ねた。1673年にルイ14世によってオランジュ公の城が破却され、オランジュ公国は1702年にフランス王国に併合されたが、以後もオラニエ公の称号は名目上のものとして用いられた。そしてオラニエ＝ナッサウ家を現在まで続く王家としてオランダ（ネーデルラント）王国が成立すると、オラニエ公は王太子に与えられる称号となった。19世紀にオランダ系ボーア人が南アフリカに建国したオレンジ自由国もこのオレンジ＝オランジュ（オラニエ）にちなむ。
なお、オランジュの語源はアラウシオが転訛したもので、似た名前だった果物のオレンジとは12世紀ころより結びつけられた。果物のオレンジの西欧への伝来も一説では7世紀ころとされ、古代ローマ時代には存在していない。

## 世界遺産
オランジュに残るローマ遺跡は「オランジュのローマ劇場とその周辺及び『凱旋門』」として1981年ユネスコ世界遺産に登録されている。ローマ劇場の遺跡では毎年夏に音楽祭が開催される。

## 姉妹都市
- ラシュタット、ドイツ
- ブレダ、オランダ
- スポレート、イタリア
- ビブロス、レバノン
- ディレンブルク、ドイツ
- キェルツェ、ポーランド
- ヤロスラヴ、ポーランド
- ヴィシュコフ、チェコ
- ベレス・ルピノ、スペイン
- 濰坊市、中国
- ディースト、ベルギー
- オレンジ (カリフォルニア州)、アメリカ合衆国